# オール (化学)
-オール(-ol)は、有機化合物の命名において、-OH基、即ちヒドロキシ基を表すのに用いられる接尾辞である。アルコール(alcohol)という言葉に由来する。